# فلومينا شبشرشير

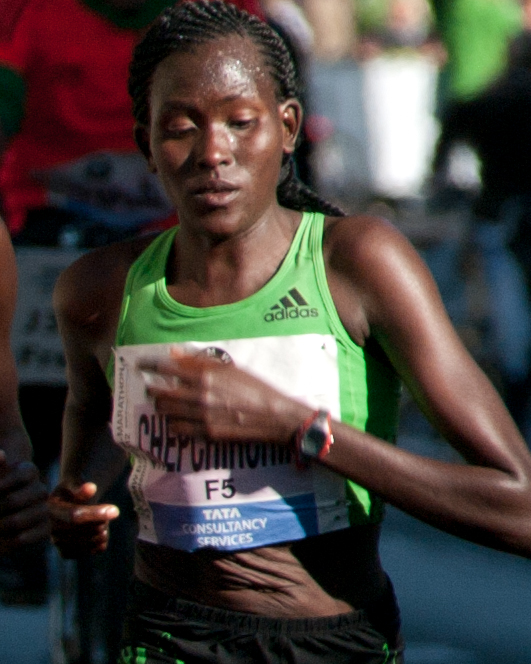
شبشرشير خلال سباق ماراثون برلين في سنة 2012

فلومينا شبشرشير (بالإنجليزية: Flomena Chepchirchir)‏ هي عدائة مسافات طويلة كينية ولدت في يوم 1 ديسمبر 1981 في بلدة إيمبو في كينيا، تخصصت بسباقات الماراثون ونصف الماراثون، وقد فازت بعدة ماراثونات في هولندا و ألمانيا و اسكتلندا، أفضل رقم شخصي لها في سباق الماراثون هو 2:23:00 ساعة.

## روابط خارجية
- فلومينا شبشرشير على موقع الاتحاد الدولي لألعاب القوى (الإنجليزية)